# Perla xenocia
Perla xenocia är en bäcksländeart som beskrevs av Banks 1914. Perla xenocia ingår i släktet Perla och familjen jättebäcksländor. Inga underarter finns listade i Catalogue of Life.